# 袁袭
袁袭（9世纪—889年），庐江人。唐末军阀杨行密的谋士，以料事多中著称，助杨行密定基淮南，奠定了後來楊吳版圖的基礎，史称其“运谋帷幄，举无遗算”，为“良、平之亚”。

## 生平

### 早年投效
袁袭年轻时好学，能写文章，懂谶纬之學。杨行愍為庐州刺史時，袁袭追随他从军，料事多中。杨行愍后改名杨行密。

### 定策入揚
光启三年（887年）四月，淮南左厢都知兵马使畢師鐸自稱行營史，和淮寧軍使鄭漢章、高郵鎭遏使張神劍，以诛弄權的道士吕用之及張守一、諸葛殷为名起兵，攻打淮南节度使治所扬州，又向宣歙观察使秦彦求援，约定事成后奉其为主。淮南右都押牙吕用之伪造淮南节度使高骈牒文，署杨行密行军司马，征兵入援。杨行密犹豫不去，袁袭对杨行密说：“高公昏惑，倦于政事，听信迷惑于妖人吕用之。吕用之奸邪，毕师铎悖逆，秦彦虽然以诛杀吕用之为名，观其行事也是暴乱者，恶人聚集在一起而向我求兵，这是天以淮南授明公。”杨行密于是率庐州兵前去，发檄文到各州，借兵于和州刺史孙端，诱集徒众，聚集数千人进军扬州。
五月，杨行密军抵达天长，吕用之、张神剑、海陵鎭遏使高霸、曲溪屯将劉金、盱眙人賈令威等相繼歸附，张神剑运高邮粮草供给杨行密，杨行密部队达到一万七千人之多。五月戊戌（887年6月20日），杨行密抵達揚州，此時毕师铎、秦彦已攻陷扬州，杨行密屯兵蜀冈，設八寨圍城。九月甲戌（887年9月24日），秦彥派劉匡時殺死高駢。九月乙亥（887年9月25日），楊行密聽聞此事，袁袭劝说杨行密缟素举哀于城下，楊行密聽從，縞軍向城，哭三日，众人以为义。
十月己巳（11月18日），杨行密在围城近半年后，终于攻陷扬州。而又遇到原秦宗权部将孙儒来袭，攻陷高郵并屠城。杨行密关闭扬州空城，心中十分害怕，擔心孫儒乘勝攻陷海陵，袁袭说：“我以新集之众守孤城，而诸将多是高氏旧人，不是因爲恩信而是因为受制才心服我们。如今孙儒兵势正盛，所攻必克，这正是诸将衡量强弱选择支持谁的时候，海陵镇遏使高霸是高骈旧将，必不为我用。”劝杨行密以军令召高霸。楊行密於是下令高霸等人率民衆、部隊前來揚州府城，違命者族誅。高霸及其弟高暀、部将余绕山、前常州刺史丁从实帶領部隊和海陵數萬戶百姓前來。诸将到来后，杨行密和他們約為兄弟，并安置其將士于法云寺。
闰十一月，杨行密想遣高霸屯天长挡住孙儒来路，袁袭说：“高霸经常首鼠两端，我胜则来，不胜则叛，如今置他于天长，是自绝归路。且我们如果能胜孙儒，不需要用高霸；若不幸不胜，天长岂是我们所有的！公因怀疑高霸而召他，可复用他吗？不如以犒军为名擒斩之，兼并其众。”杨行密于是以犒军为名伏兵诛杀高霸、丁从实、余绕山，得到高霸所部兵数千人；又遣千骑去法云寺杀高霸党羽，杀数千人，当时大雪，寺外数里地都被血染红；高暀出逃，次日也被擒杀。高霸族灭。
此后过了数日，袁袭又说：“广陵（即扬州）饥荒到极点了，城池守备还没完善，贼兵势力大，如果孙儒来围城，是两次扰民，不如暂且躲避。”杨行密于是遣和州将延陵宗以其众二千人回到和州、指挥使蔡俦率兵千人及辎重数千两回庐州。

### 轉戰江淮
文德元年（888年）四月，孙儒果然攻扬州，克其外城，杨行密仓皇出逃，想去海陵。袁袭说：“海陵难守，庐州是我们的旧治所，城池完整、粮仓充实，可以回去修缮甲兵，再考虑攻回来。我看天象，公肯定是能再回来的。”杨行密于是逃到庐州，果然途经天长，对袁袭说：“没有你，我几乎回不来了。”
秋八月，杨行密想要进一步扩张自己势力，意图袭取江西治所洪州，问计于袁袭。袁袭回答道：“江西观察使钟传平定江西已多年，兵强食足，势未可图，而新任宣歙观察使赵锽怙乱残暴，众心不附，不是您的对手，这是我们可以攻取的目标。”又建议杨行密卑辞厚币说服和州孙端和上元张雄让他们从采石出兵侵扰，趁赵锽迎战之时，再从铜官渡江，必能取得赵锽领地。杨行密大悦，留蔡俦守宣州，自引诸将从糝潭渡江，攻赵锽。正逢孙端、张雄先被赵锽所败，赵锽将苏塘、漆朗统兵二万屯曷山，袁袭建议杨行密领兵急趋曷山，坚壁自守，对方求战不得就会以为我军胆怯，乘其懈怠可破之。杨行密用其言，大破苏塘等人，围宣州。
龙纪元年（889年）五月，杨行密入宣州，擒住赵锽。宣武军节度使朱全忠与赵锽有旧，遣使来求取赵锽，杨行密问计于病中的袁袭，袁袭建议斩赵锽首级再给朱全忠，以绝后患，赵锽于是被杀。不久袁襲病逝。

## 评价
袁袭料事多中，为杨行密谋划攻取扬州、宣州等地，并保存实力躲避孙儒兵锋，奠定了未来杨吴版图的基础。杨行密为人好宽，袁袭刚愎残忍，每次想杀人都自貶身份，讓被杀者喪失戒心，曾献计杀死高霸、赵锽等人，和“寬仁雅信”的杨行密互补，史称其“以严济宽”，被杨行密视作“肱骨”。
- 杨行密在袁袭死后哭道：“天不欲成吾大功邪，何爲折吾股肱也！吾好寬，而襲每勸吾以殺，此其所以不壽與！”（《十国春秋》）“吾每恤刑，而襲好殺，享年不永，深可哀也！”（《九国志》）
- 吴任臣《十国春秋》论曰：“袁袭运谋帷幄，举无遗算，殆良、平之亚邪！以严济宽，事非得已，盖时会有固然尔！”

### 引用
1. ↑  《十國春秋·吳一·世家·太祖世家》：三年，淮南左廂都知兵馬使畢師鐸自稱行營使，與軍使鄭漢章、高郵鎮遏使張神劍興兵討呂用之，陷揚州，用之亡走，師鐸執高駢而幽之。
2. ↑  《資治通鑒·唐紀七十三》：畢師鐸之攻廣陵也，呂用之詐爲高騈牒，署廬州刺史楊行密行軍司馬，追兵入援。廬江人袁襲說行密曰︰「高公昏惑，用之姦邪，師鐸悖逆，凶德參會，而求兵於我，此天以淮南授明公也，趣赴之。」
3. ↑  《十國春秋·吳一·世家·太祖世家》：時用之詐爲駢牒，署行密行軍司馬，追兵人援。廬江人袁襲說行密曰：「此天以淮南授明公也，趣赴之。」
4. ↑  《資治通鑒·唐紀七十三》：行密乃悉發廬州兵，復借兵於和州刺史孫端，合數千人赴之。
5. ↑  《十國春秋·吳一·世家·太祖世家》：行密乃悉發廬州兵，復借兵於和州刺史孫端，合數千人往援。
6. ↑  《資治通鑒·唐紀七十三》：五月，至天長。鄭漢章之從師鐸也，留其妻守淮口，用之帥衆攻之，旬日不克，漢章引兵救之。用之聞行密至天長，引兵歸之。
7. ↑  《資治通鑒·唐紀七十三》：張神劍求貨於畢師鐸，師鐸報以俟秦司空之命，神劍怒，亦以其衆歸楊行密；及海陵鎭遏使高霸、曲溪人劉金、盱眙人賈令威悉以其衆屬焉。行密衆至萬七千人，張神劍運高郵糧以給之。
8. ↑  《十國春秋·吳一·世家·太祖世家》：五月，行密至天長，用之引兵來歸。會張神劍求貨於畢師鐸，師鐸不卽與，神劍亦以其衆來屬。未幾，海陵鎮遏使高霸、曲溪人劉金、肝胎人賈今威悉以其衆歸行密，行密衆至萬七千人。張神劍運高郵糧以給之。
9. ↑  《十國春秋·吳一·世家·太祖世家》：戊戌，行密抵廣陵，不得入，屯兵蜀岡，爲八寨於城下以守之。彥閉城自守。
10. ↑  《十國春秋·吳一·世家·太祖世家》：九月甲戌，彥命將劉匡時殺高駢，并子弟甥姪無少長皆死，同坎痙之。
11. ↑  《十國春秋·吳一·世家·太祖世家》：乙亥，行密聞駢死，縞軍向城，哭三日。

### 來源
- 史書
  - 《九國志·吳臣傳·袁襲》：“襲，廬江人，少好學，善屬文，洞明緯象。秦畢之亂，高駢辟行密為行軍司馬，俾率所部赴難。行密猶豫不行，襲言於行密曰：「高駢倦於政事，聽惑妖妄。彥等雖以誅呂用之為名，觀其事乃以暴易亂耳！寧知非天將贊於公耶？」行密善其言，乃移檄諸州，誘集徒眾，將兵數萬，長驅至廣陵。秦畢害駢，襲勸行密縞素舉哀於城下，眾皆義之。及破賊入城，召輯編戶。會孫儒兵到，行密問計於襲。曰：「今城壁未完，賊且盛，若至圍城，是重擾民也，不如且避之。」先是，海陵將高霸擁眾來附，行密將令以兵屯天長，扼儒來路。襲謂行密曰：「霸擁大眾，心持兩端，若使居天長，是自扼也。可因犒其士卒，擒而斬之。」行密遂斬霸而並其兵。行密聞孫儒至，復欲遁歸海陵，襲曰：「不若歸合服，繕甲兵，再議攻取。今稽諸乾象，公必再來。」及孫儒逼城，行密果自天長返，謂襲曰：「無子，吾幾不得歸。」行密平宣州，獲趙鍠，留與其弟同館。皇與梁祖有素，果遣使來求鍠。時襲寢疾，行密使人問襲，襲曰：「但斬首送之，必無慮也。」未幾卒。襲剛忍好克，每欲殺人，則折節下之。行密哭之曰：「吾每恤刑，而襲好殺，享年不永，深可哀也！」”
  - 《十國春秋·吳五·列傳·袁襲》

- 其他：
  - 本文之公历和农历转换参考自中央研究院兩千年中西曆轉換网站（页面存档备份，存于）